# Cipo funerario

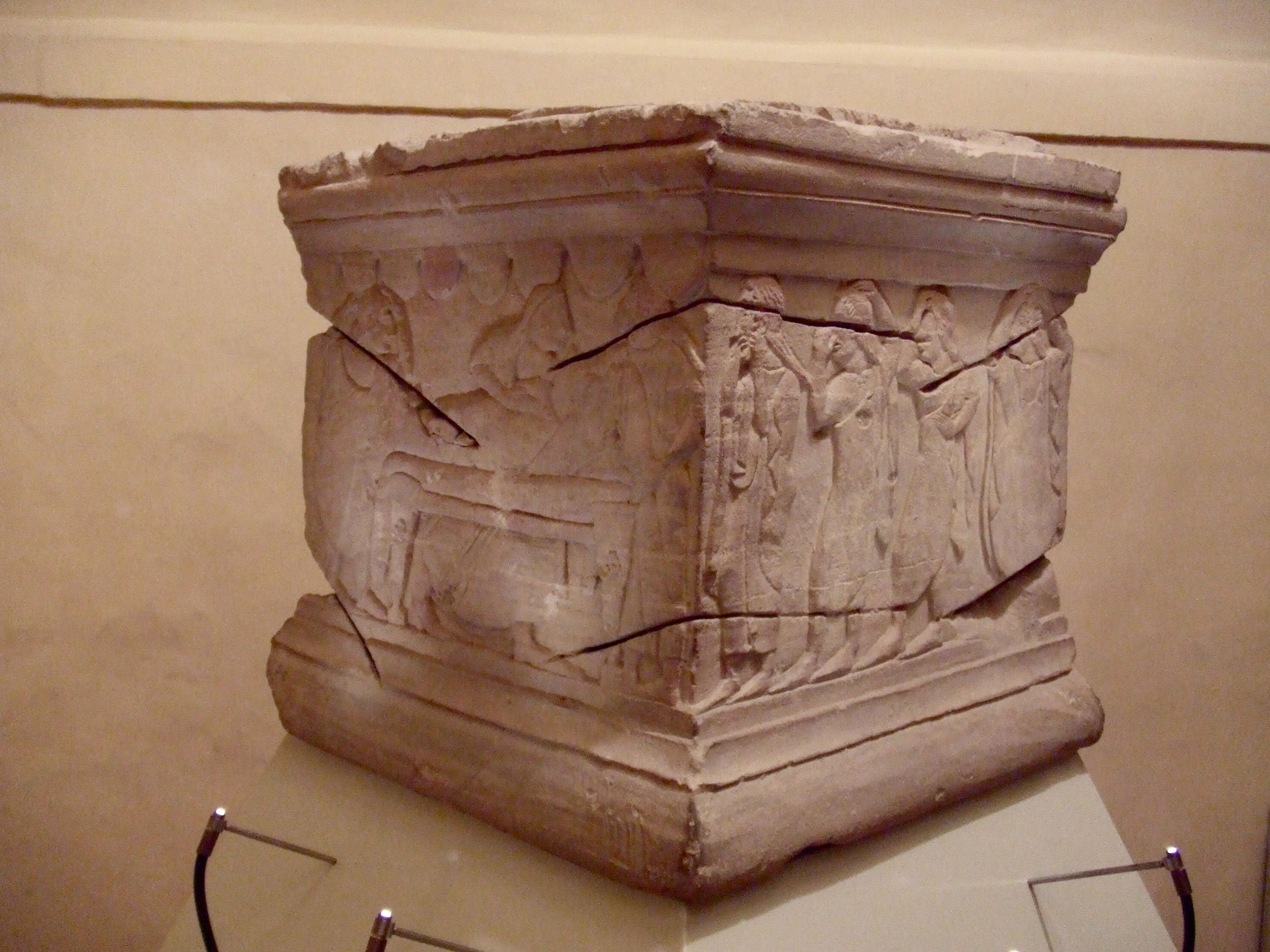
Cipo funerario etrusco de finales del Escena de exposición del muerto a la izquierda, y de lamentación a la derecha. Museo arqueológico de Sarteano.

Un cipo funerario (en latín: cippus), es una estructura arquitectónica vertical con forma prismática (como una pilastra o pedestal) o cilíndrica (como una columna) que se colocaba en las tumbas en honor de un difunto.  
Se compone de tres partes: una base; una parte central, donde solían inscribirse textos votivos o epitafios y grabar las figuras, nombres y/o fechas de los dedicados; y un remate, con forma triangular (imitando un tejado a dos aguas) o rematado con ornamentos. Servía para marcar el lugar de una sepultura o como urna cineraria; en cuyo caso se componía de dos partes: la superior servía de cubierta a la concavidad abierta en la inferior para encerrar las cenizas del muerto a quien se dedicaba.
Característico de la arquitectura funeraria etrusca y romana, también se encuentra en otras culturas como la púnica e íbera. Tiene su origen en los mojones de carácter topográfico que delimitaban las dimensiones, tanto de una propiedad privada como de una ciudad. Con el tiempo, comienzan a emplearlos en los recintos sepulcrales para definir las dimensiones de las tumbas, que en ocasiones aparecía reflejado en pedes.

## Diferencia entre cipo y estela
En la actualidad, el concepto cipo es empleado para definir los monumentos epigráficos con características similares a las de las estelas. Respecto a esta ambigüedad, la única diferencia entre las estelas y los cipos se establece según el grosor del soporte; los cipos tienen una mayor profundidad. Pese a que el límite entre ellos es difuso, suele considerarse cipo cuando la profundidad del bloque de piedra sobre el que ha sido tallado supera el pie romano.
Así mismo, en diversos contextos ibéricos al cipo se le ha atribuido otra funcionalidad además del carácter de monumento funerario, como la posibilidad de realizar libaciones.
Por otro lado, el uso del cipo como monumento funerario no tuvo una gran perdurabilidad; por tanto, solo se puede definir como tal, dentro de un contexto arqueológico, cuando aparecen expresadas las dimensiones del área sepulcral.

## Bibiliografía
- IZQUIERDO, ARASA, “Estelas, cipos, y pilares-estela”, La imagen de la memoria. Antecedentes, tipología e iconografía de las estelas de época ibérica, Valencia, Archivo de prehistoria levantina, vol. XXIII, 1999, p. 270.
- CEBRIÁN FERNÁNDEZ, “Los soportes”, Titulum fecit: la producción epigráfica romana en las tierras valencianas, Madrid, Real Academia de la Historia, 2000, p. 101.